# Wiriehorn
Das Wiriehorn ist ein 2304 m ü. M. hoher Berg in den Berner Voralpen im Schweizer Kanton Bern.

## Geographie
Das Wiriehorn ist der Niesenkette nordwestlich vorgelagert und durch den Gurbssattel (2109 m) und den aufsteigenden Gurbsgrat mit der deutlich höheren Männliflue (2652 m) verbunden. Ungefähr 1 km südwestlich befindet sich ein weiterer Gipfel, das 2242 m hohe Tierlaufhorn. Der Berg liegt zentral im Diemtigtal auf dem Gebiet der Gemeinde Diemtigen und trennt dieses in das Haupttal, das vom Fildrich durchflossen wird und ein Nebental, welches vom Chirel entwässert wird. Während die Westflanke von relativ flachen Alpweiden gebildet wird, fällt das Terrain im Nordosten bis Südwesten deutlich steiler über Felswände ab. Die nächstgelegenen Siedlungen sind Zwischenflüh und die Grimmialp, Erlenbach im Simmental liegt ca. 9 km nördlich, Frutigen 9 km östlich des Gipfels.

## Tourismus
Am eigentlichen Gipfel des Wiriehorns ist keinerlei touristische Infrastruktur vorhanden. An den nördlichen Hängen befindet sich ein kleines Skigebiet mit gleichem Namen (1 Sessellift, 3 Bügellifte). Das Wiriehorn ist lediglich zu Fuss über einen wenig ausgesetzten Alpinwanderweg (Schwierigkeitsgrad T4 auf der SAC-Wanderskala) in ungefähr 3 Stunden von der Nüegg erreichbar. In der Südwand ist eine Kletterroute mit Schwierigkeitsgrad 6b+ angelegt, die nur von Juli bis Oktober begangen werden darf, da sie sich in einer Wildruhezone befindet. Im Winter ist das Wiriehorn ein beliebter Skitourenberg und kann über zwei Routen mit Schwierigkeitsgrad WS+ erreicht werden.

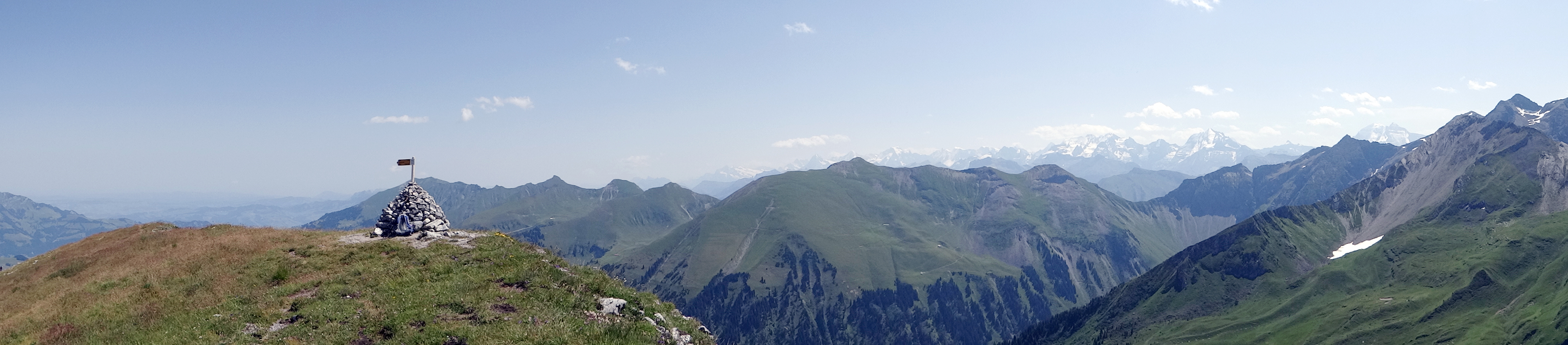
Panorama auf dem Gipfel (2012)